# Układ geocentryczny
Układ geocentryczny (z gr. γεοκεντρικό geokentrikó, czyli „z Ziemią w centrum”) – układ współrzędnych ze środkiem znajdującym się w środku Ziemi. Sferyczny układ geocentryczny i układ topocentryczny są bardzo często stosowane do określania współrzędnych ciał niebieskich na sferze niebieskiej. Nie należy mylić go z geocentrycznym modelem budowy świata.